# Nyborg Bibliotek
Nyborg Bibliotek er et folkebibliotek i Nyborg Kommune etableret i 1902. Siden kommunesammenlægningen, hvor Ørbæk Kommune og Ullerslev Kommune blev lagt sammen med Nyborg Kommune, har Nyborg Bibliotek bestået af tre biblioteker i Nyborg, Ullerslev og Ørbæk.

## Den funktionalistiske biblioteksbygning fra 1939
Før 1939 havde folkebiblioteket i Nyborg ikke en egentlig bygning tegnet til formålet. Byens folkebibliotek flyttede efter sin grundlæggelse i 1902 mellem forskellige adresser, hvoraf den mest permanente var Borgmestergården i Slotsgade, hvor Nyborg Bibliotek fra 1917 fik egne lokaler i den nuværende skolestue. Men pladsen var trang og lokalerne blev hurtigt forældede i forhold til moderne biblioteker. Nyborg skulle derfor have en ny biblioteksbygning med plads, luft og lys, og som noget helt ekstraordinært, valgte man at udskrive en arkitektkonkurrence.
Det blev de to unge arkitekter Erik Møller og Flemming Lassen, der vandt konkurrencen med deres meget moderne og funktionalistiske biblioteksbygning, som foruden sine rene linjer og banebrydende biblioteksarkitektur, rummede specialdesignet interiør, således at alt fra møbler til bogstoppere var unikt for Nyborg Bibliotek. Interiøret blev designet af den unge og nyuddannede snedker Hans J. Wegner, der sidenhen har designet danske møbelklassikere som Y-stolen og Påfuglestolen. Selvom de oprindelige stole og borde med tiden er blevet udskiftet, kan du stadig opleve store dele af det oprindelige interiør som bogreolerne, bogstopperne, tidsskriftholderne, urene og træpanelerne.

## Indvielsen og Eckersberg Medaillen
Den 18. september 1939 slog den nye biblioteksbygning dørene op for offentligheden, men den planlagte fejring udeblev grundet udbruddet af 2. verdenskrig 1. september 1939. Selvom det blev en stille åbning, gik det ikke de lokale aviser og biblioteksverdenens forbi, at nyt og moderne bibliotek, havde slået dørene op. F. eks. skrev Fyens Stiftstidende den 17. september 1939: "Bibliotekets nye Lokaler er noget af det smukkeste og mest moderne i sin Art, en hel Revolution fra de trange og langt fra tidssvarende Forhold i Mads Lerches Gaard” mens Bogens Verden kaldte det nye bibliotek for ”… et Hus, indenfor hvis beskedne Ydre et Folkeoplysningsarbejde kan udføres i Omgivelser præget af Aand og Finhed.”
I 1940 modtog arkitekterne Erik Møller og Flemming Lassen den prestigefyldte pris Eckersberg Medaillen for deres nye bibliotek i Nyborg. En pris der uddeles af Akademiet for de Skønne Kunster til billedkunstnere og arkitekter, der har udmærket sig ved en indsats af høj kunstnerisk kvalitet.

## Fredningen i 1986
I 1986 blev Nyborg Bibliotek erklæret fredet som den første bygning i Danmark, der blev fredet i arkitektens levetid.
I Fredningsstyrelsens begrundelse lød det bl.a.: ”Bygningerne og haveanlægget har siden [biblioteket blev bygget] været anerkendt for deres arkitektoniske og funktionelle kvaliteter. Således er projektet i 1940 blevet belønnet med den Eckersbergske Medalje. Fredningsstyrelsen er af den opfattelse, at biblioteket med dets omgivende haveanlæg repræsenterer de ganske særlige kvaliteter, som er en forudsætning for en fredning.”